# 布科韦 (伊万诺-弗兰科夫斯克州)
48°35′55″N 24°21′49″E / 48.59861°N 24.36361°E

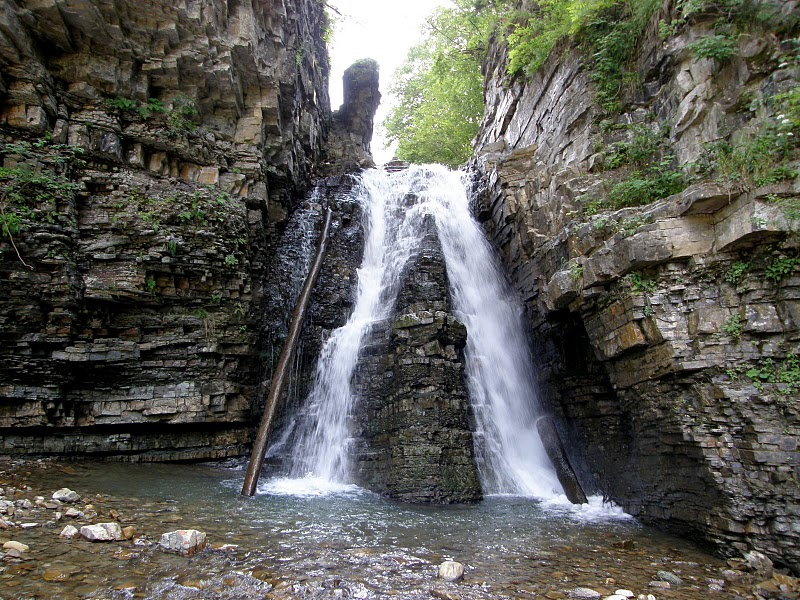
瀑布

布科韋（烏克蘭語：Букове），是烏克蘭的村落，位於該國西部伊萬諾-弗蘭科夫斯克州，由纳德维尔纳区帕西奇納市鎮負責管轄，處於布赫蒂韋茨河畔，始建於1560年，面積2.7平方公里，2001年人口544，人口密度每平方公里201.5人。